# Distrito de Vaisigano
Vaisigano es un distrito samoano, con una población (según las cifras otorgadas por el censo de 2001) de 6.643 personas. Consiste en la extremidad occidental de Savai'i. La ciudad capital es Asau.
Este distrito de Samoa tiene acoplamientos al título de Tonumaipe'a y en un nivel nacional, el TuiA'ana.
- Datos: Q1193139